# Palaçoulo
Palaçoulo (en mirandés Palaçuolo) es una freguesia portuguesa del municipio de Miranda do Douro, con 50,14 km² de superficie y 678 habitantes (2001). Su densidad de población es de 13,5 hab/km². 

## Economía
Esta freguesia es conocida por la elaboración de navajas y cubertería diversa para la cocina. Su producción llega a las fronteras con España.